# حسين الصالح
حسين الصالح (29 أبريل 1935 - 9 نوفمبر 2001)، ممثل ومخرج كويتي.
يعد أحد أبرز رواد الحركة الفنية في مجال الإخراج المسرحي والتلفزيوني وقد كانت بدايته عندما تتلمذ على يد الفنان الراحل المخرج زكي طليمات في فرقة المسرح العربي حيث أنه كان من مؤسسيها، وشارك معه كممثل في أربعة أعمال مسرحية، وبعد ثلاث سنوات من تقديم الفرقة لأول عمل مسرحي كان أول كويتي يخرج مسرحية في عام 1964 عندما قدم مسرحية«عشت وشفت» في تاريخ 20 ديسمبر 1964 وهي من تأليف سعد الفرج وبطولته مع خالد النفيسي وغانم الصالح وجوهر سالم وعائشة إبراهيم وعلي البريكي ومريم عبد الرزاق وآخرين.
ثم توالت الأعمال المسرحية التي أخرجها والتي وصل عددها إلى 13 مسرحية آخرها «امبراطور يبحث عن وظيفة».
إضافة إلى أنه شارك بالتمثيل إلى جانب الإخراج سواء في المسرح أو في التلفزيون، كما شارك كمخرج في مهرجان دمشق المسرحي في عام 1969 من خلال مسرحية «من سبق لبق» من بطولة الفنان عبد الحسين عبد الرضا.
وفي 8 ديسمبر 1975 استقال من الفرقة ليكمل دراسته، عمل لمدة سنتين رئيسًا لقسم التمثيليات في تلفزيون الكويت.
وقد أخرج الصالح العديد من الأعمال التلفزيونية أبرزها سباعيات أجنحة الوهم وليلة عاصفة ونهاية الصمت وأنهم يكرهون الحب وسهرات وعاد الأمل ونقطة ضعف من تأليف عبد العزيز السريع وحب في الأندلس من بطولة كرم مطاوع وفوزية عزت وعصمت محمود، كما أخرج 18 ساعة تلفزيونية تحمل عنوان «عيال قرية» من بطولة إبراهيم الحربي وتأليف مبارك الحشاش ومسلسل علي بابا وأربعين حرامي ومسلسل زمن الرجال بطولة جاسم النبهان وعبد الرحمن العقل

## التمثيل
1. زمان الإسكافي - مسلسل 1998 بدور (بو عقيق)
2. جنون البشر - مسرحية 1997
3. من المتهم سهرة تلفزيونية 1996 يدور الضابط - ضيف شرف
4. الصوت الثاني - تمثيلية 1996
5. الانحراف - مسلسل 1992
6. المتوحشة - مسرحية 1984 بدور (شاهين)
7. بيت أبو خالد - مسلسل 1980
8. رحلة عذاب - مسلسل 1978
9. رحلة العذاب سباعية 1976 يدور وكيل النيابة (أبو هشام)
10. ابن الحطاب - مسلسل 1975
11. إنهم يكرهون الحب - مسلسل 1975
12. شرباكة - مسلسل 1972
13. حيرة البداية - تمثيلية 1972
14. واحد + واحد يسواي واحد - سهرة تلفزيونية 1969
15. الصراع - سهرة تلفزيونية 1968
16. الساق المبتورة - سهرة تلفزيونية 1968 بدور الدكتور
17. محكمة الفريج - مسلسل 1967
18. إغنم زمانك - مسرحية 1965
19. المنقذة - مسرحية 1963
20. صقر قريش - مسرحية 1962
21. ابن جلا - مسرحية 1962
22. لعبة القدر - سهرة تلفزيونية 1960

## الإخراج والتاليف
1. المتوحشة - مسرحية 1984 إعداد
2. علي بابا مسلسل 1983 مؤلف
3. امبراطور يبحث عن وظيفة - مسرحية 1974 مؤلف
4. شئ ينقصني - سهرة تلفزيونية 1968 قصة وسيناريو وحوار
5. زمن الرجال - مسلسل 1999 مخرج
6. مقدر كاين - مسلسل إذاعي 1999 مخرج
7. عيال قرية - مسلسل 1994 مخرج
8. مخروش طاح بكروش - مسرحية 1992 مخرج
9. نهاية الصمت - سهرة تلفزيونية 1985 مخرج
10. الجوهرة والصياد - مسلسل 1985 مخرج
11. اوبريت سندريلا - أوبرا 1984 مخرج
12. يسوونها الكبار - مسرحية 1982 مخرج
13. درس خصوصي - مسلسل 1981 مخرج
14. العتاوية - مسلسل 1980 مخرج
15. الزير سالم - مسلسل 1980 مخرج
16. بيت بوصالح - مسرحية 1979 مخرج
17. طيور على الماء - مسلسل 1979 مخرج
18. الشمس فوق البطاح - سهرة تلفزيونية 1978 مخرج
19. نقطة ضعف - سهرة تلفزيونية 1978 مخرج
20. يا حب لا تتأخر كثيرا - سهرة تلفزيونية 1976 مخرج
21. إنهم يكرهون الحب - مسلسل 1975 مخرج
22. علي جناح التبريزي وتابعه قفة - مسرحية 1975 مخرج
23. شياطين المدرسة - مسرحية 1975 مخرج
24. 30 يوم حب - مسرحية 1973 مخرج
25. عالم رجال ونساء - مسرحية 1972 مخرج
26. حط الطير طار الطير - مسرحية 1971 مخرج
27. مطلوب زوج حالاً - مسرحية 1971 مخرج
28. القاضي راضي - مسرحية 1970 مخرج
29. من سبق لبق - مسرحية 1969 مخرج
30. الليلة يصل محقان - مسرحية 1969 مخرج
31. حط حيلهم بينهم - مسرحية 1968 مخرج
32. الكويت سنة 2000 - مسرحية 1966 مخرج
33. إغنم زمانك - مسرحية 1965 مخرج
34. 24 ساعة - مسرحية 1965 مخرج
35. عشت وشفت - مسرحية 1964 مخرج
36. نهاية الصمت - سهرة تلفزيونية 1985 مخرج
37. الغوص - 1978 مخرج (مسلسل إماراتي)

## روابط خارجية
- حسين الصالح على موقع قاعدة بيانات الأفلام العربية